# تپه پل شیرخان
تپه پل شیرخان در شهرستان سرپل ذهاب، بخش مرکزی، دهستان قلعه شاهین، جنوب شرق روستای امامیه علیا واقع شده و این اثر در تاریخ ۲۷ اسفند ۱۳۸۷ با شمارهٔ ثبت ۲۶۴۴۷ به‌عنوان یکی از آثار ملی ایران به ثبت رسیده است.